# Bedřich Šupčík
Bedřich Šupčík (ur. 22 października 1898 w Wiedniu, zm. 11 lipca 1957 w Písku) – czechosłowacki gimnastyk, medalista olimpijski z Paryża i Amsterdamu.